# Nikolaj Gjaurov

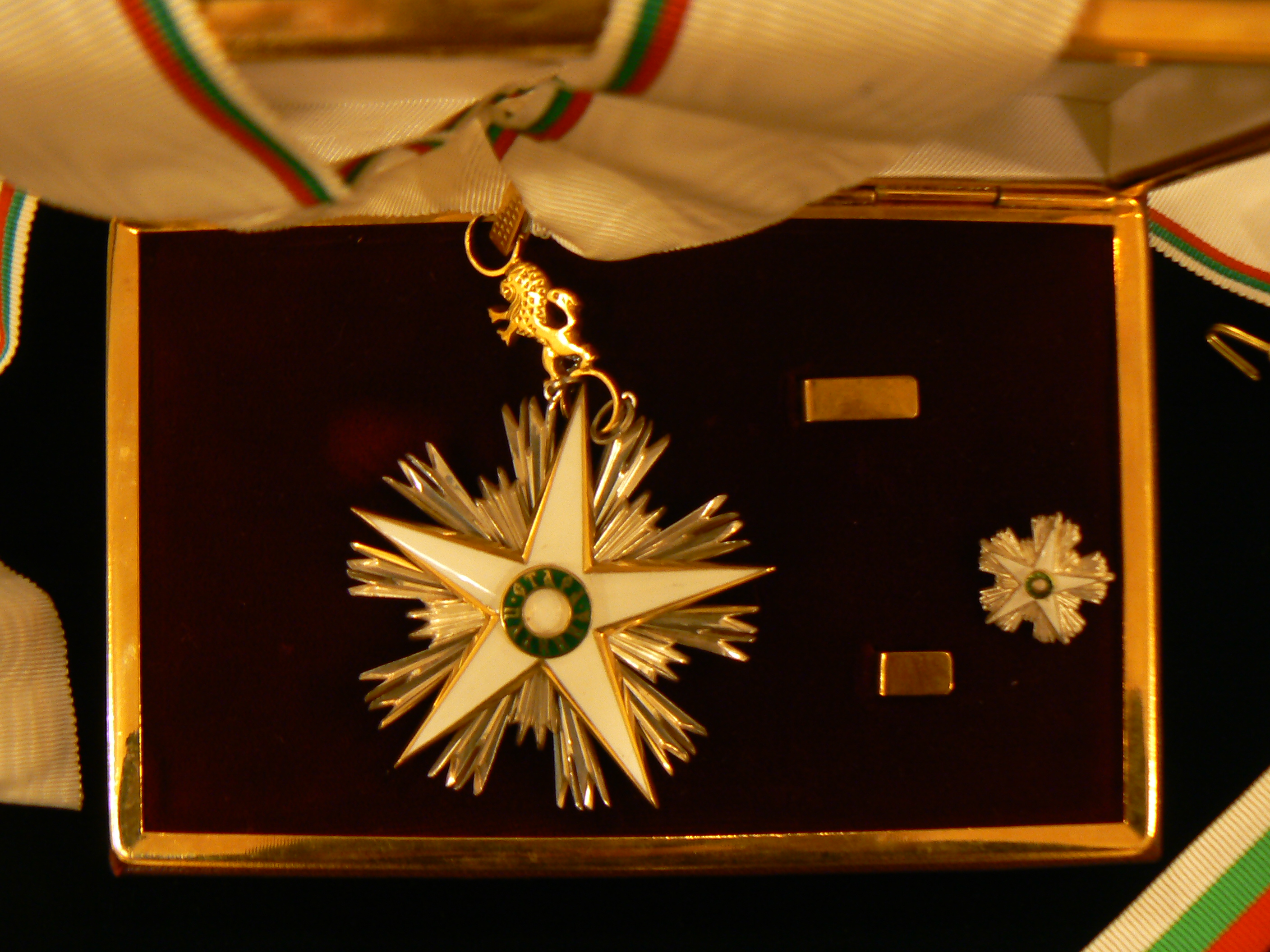
A Gjaurovnak adományozott Sztara planina-rend, a legmagasabb bolgár kitüntetés a velingradi múzeumban

Nikolaj Georgiev Gjaurov (Николай Георгиев Гяуров, nemzetközi nevén Nicolai Ghiaurov) (Ladzsene, 1929. szeptember 13. – Modena, 2004. június 2.) bolgár operaénekes (basszus), a második világháborút követő időszak egyik világsztárja. Mirella Freni opera-énekesnő férje, Elena Ghiaurov színésznő édesapja.

## Élete
Bulgária pomákok lakta vidékén, a ma Velingradhoz  tartozó Ladzsene faluban született. Innen félig bolgár, félig török neve. Gyermekként templomi kórusban énekelt. Szegény családból származván, különböző kölcsönkért hangszereken tanult játszani. Kamaszkorában amatőr színjátszó volt, játszott a Puccini-opera alapját szolgáltató Sardou-darabban, a La Toscában. Sorkatonaként fúvószenekarban klarinétozott és énekkart vezetett. Egy próbán hallotta előénekelni egy muzikális tiszt, az ő segítségével került a szófiai zeneakadémiára 1949-ben, ahol az olasz énekiskolát képviselő Hriszto Brambarov tanítványa lett. A következő évtől állami ösztöndíjjal a moszkvai Csajkovszkij Konzervatóriumban tanult egyszerre énekelni és vezényelni, mivel eredetileg karmesternek készült. Az 1955-ös végzés után megnyert egy varsói énekversenyt. Itt ismerkedett meg első, zongoraművész feleségével. Tőle származik karmester fia és színésznő lánya.
Színpadi karrierje 1955-ben a Szófiai Nemzeti Operában kezdődött, ahol Don Basilio (Rossini: A sevillai borbély) szerepében debütált. A következő évben a Moszkvai Nagyszínházhoz szerződött két évadra.
Pályája elejétől főszerepeket énekelt, és gyorsan beindult nemzetközi karrierje, amit főként egy párizsi énekverseny megnyerésének köszönhetett. 1957-től énekelt a bécsi Staatsoperben, 1958-ban Bolognában szerepelt először Olaszországban. 1959-től  állandó közreműködője a milánói La Scala előadásainak. 1962-ben Solti György vezényletével debütált a Covent Gardenben. Amerikában 1963-ban énekelt először a chicagói Lyric Operában. Óriási feltűnést keltett 1965-ös bemutatkozása a Salzburgi Ünnepi Játékokon a Borisz Godunov címszerepében, Herbert von Karajan vezényletével. Ettől az évtől szerepelt a Metropolitanben is.
1961-től voltak rendszeresen közös fellépései Mirella Frenivel, akit 1978-ban vett feleségül. Ekkor költözött Modenába, Freni szülővárosába, ahol élete végéig élt. Az esküvő után még gyakoribbá váltak együttes szerepléseik, az operavilág híres párosát alkották. Feleségének betanított két Csajkovszkij-szerepet oroszul, Tatyjanát a Jevgenyij Anyeginben és Lizát a Pikk dámában. Freni hitelesen játszotta mindkettőt.
1985-ben osztrák állampolgárságot kapott. Fellépéseit idős korában is folytatta. 2001-ben még új szerepet tanult meg: Doszifejt Muszorgszkij Hovanscsinájában. Utoljára 2004 januárjában Velencében énekelt, azt a figurát, amit debütálásakor is, Don Basiliot a Sevillai borbélyban. Halála előtt veseelégtelenség miatt kórházba került, ott halt meg egy szívinfarktus következtében, Mirella Freni jelenlétében.
Repertoárja az olasz, francia és orosz mélybasszus szerepektől a hősbaritonig terjedt. Egyaránt kiváló volt basso cantante és buffó szólamokban. Telt, meleg, nagy vivőerejű hanggal rendelkezett. Borisz mellett leghíresebb szerepe Mefisztó Gounod Faustjában. Avatott tolmácsolója volt az orosz daloknak is, és gyakran énekelte Verdi Rekviemjének basszusszólóját.

## Szerepei
- Bellini: Az alvajáró – Rodolfo gróf
- Bellini: Norma – Oroveso
- Bellini: A skóciai puritánok – Sir George
- Berlioz: Benvenuto Cellini – VII. Kelemen pápa
- Bizet: Carmen – Escamillo
- Boito: Mefistofele – Mefisztó
- Borogyin: Igor herceg – Galickij herceg; Koncsak kán
- Cherubini: Medeia – Kreon
- Csajkovszkij: Jevgenyij Anyegin – Gremin herceg
- Debussy: Pelléas és Mélisande – Arkel király
- Donizetti: Lammermoori Lucia – Raimond Bidebent
- Donizetti: Boleyn Anna – VIII. Henrik király
- Gounod: Faust – Mefisztó
- Janáček: A holtak házából – Alekszandr Petrovics Gorjanscsikov
- Mascagni: Iris – A vak
- Massenet: Lahore királya – Indra
- Massenet: Miasszonyunk bohóca – A rendfőnök
- Massenet: Don Quijote – címszerep
- Meyerbeer: A hugenották – Marcel
- Monteverdi: Poppea megkoronázása – Seneca
- Mozart: Don Juan – címszerep
- Muszorgszkij: Borisz Godunov – címszerep; Varlaam; Pimen
- Muszorgszkij: Hovanscsina – Doszifej; Ivan Hovanszkij herceg
- Ildebrando Pizzetti: Gyilkosság a székesegyházban – Becket Tamás
- Ponchielli: La Gioconda – Alvise Badoero
- Puccini: Tosca – Scarpia
- Puccini: Bohémélet – Colline
- Puccini: Turandot – Timur
- Rimszkij-Korszakov: Rege a láthatatlan Kityezs városáról és Fevronyija szűzleányról – Jurij herceg
- Rossini: A sevillai borbély – Don Basilio
- Rossini: Mózes Egyiptomban – Mózes
- Thomas: Hamlet – Claudius
- Verdi: Nabukodonozor – Zakariás
- Verdi: Ernani – Don Ruy Gomez de Silva
- Verdi: Attila – címszerep
- Verdi: Macbeth – Banquo
- Verdi: Rigoletto – Sparafucile
- Verdi: A trubadur – Ferrando
- Verdi: A végzet hatalma – Páter Gvárdián
- Verdi: Simon Boccanegra – Jacopo Fiesco
- Verdi: A szicíliai vecsernye – Procida
- Verdi: Aida – Ramfisz
- Verdi: Don Carlos – II. Fülöp; A főinkvizitor

## Díjai, kitüntetései
- a Szocialista Munka Hőse
- 1989 – „Bulgária 13. százada”-rend
- 1989 – a Bécsi Állami Opera tiszteletbeli tagja
- Sztara planina-rend, I. fokozat
- francia Becsületrend
- Sztara Zagora díszpolgára

## Emlékezete
- Emlékét őrzi a Gjaurov-csúcs (Gjaurov vrah/Ghiaurov Peak) a Livingston-szigeten.
- Bulgáriában emlékpénzt adtak ki tiszteletére 2008-ban.